# Haywardina eusebia
Haywardina eusebia är en fjärilsart som beskrevs av Butler 1877. Haywardina eusebia ingår i släktet Haywardina och familjen praktfjärilar. Inga underarter finns listade i Catalogue of Life.